# 최하람
최하람(2001년 8월 8일 ~ )은 대한민국의 뮤지컬 배우다. 2022년 뮤지컬 '인간의 법정'으로 데뷔했다.

## 방송
- 2021 DIMF 뮤지컬 스타 (2021) - 최우수상
- 팬텀싱어 4 (2023) - Top74
- 빌드업 : 보컬 보이그룹 서바이벌 (2024) - 4위

## 공연
- 인간의 법정 (2022)

## 수상
- DIMF 뮤지컬스타 최우수상 (2021)